# وان سور کسن
ونس سور کسن (به فرانسوی: Vannes-sur-Cosson) یک کمون در فرانسه است که در Canton of Jargeau واقع شده‌است.

## خصوصیات
ونس سور کسن ۳۵٫۶۵ کیلومترمربع مساحت و ۵۷۹ نفر جمعیت دارد.